# بني علهب الاسفل (الخبت)

تعديل مصدري - تعديل

بني علهب الاسفل هي إحدى قرى عزلة بني عمارة بمديرية الخبت التابعة لمحافظة المحويت، بلغ تعداد سكانها 448 نسمة حسب تعداد اليمن لعام 2004.